# Peppino di Capri e i New Rockers, Hits - Vol. I
Peppino di Capri e i New Rockers, Hits - Vol. I è il tredicesimo album di Peppino di Capri, pubblicato nel 1972.

## Descrizione
Insieme al successivo disco, che ne condivide, oltre che il titolo, anche la grafica e la struttura generale, è un album vagamente antologico, che accosta reincisioni di successi degli anni sessanta del cantante campano a nuove composizioni.
Le due nuove canzoni più importanti sono Amare di meno, sigla della trasmissione televisiva Rischiatutto nel 1971 e grande successo di vendite (che permise al cantante di rientrare in hit parade dopo anni di crisi), e Me chiamme ammore, canzone vincitrice del Festival di Napoli 1970 e primo successo del cantante nel periodo della sua nuova casa discografica.
Vi sono poi brani come Musica, altro discreto successo del periodo, e vecchi brani ammodernati nell'arrangiamento come Nessuno al mondo, I' te vurria vasa ed È sera, brano di quattro anni prima che solo dopo questa reincisione comincerà ad essere riconosciuto come uno degli evergreen di Di Capri.
L'album è stato ripubblicato in CD nel 2005 con i brani Amare di meno, Luna caprese, Don't Play That Song, I' te vurria vasa, E sera e Nessuno al mondo presentati con arrangiamenti più recenti rispetto a quelli originali.

## Tracce
Lato A
1. Amare di meno (testo di Paolo Limiti, musica di Umberto Balsamo)
2. Luna caprese (testo di Luigi Ricciardi, musica di Augusto Cesareo)
3. Annalee (testo italiano di Sergio Iodice e Mimmo di Francia, testo originale e musica di Al Kooper)
4. 'mbraccio a mme (testo di A. Sirignano, musica di Salve D'Esposito e Corrado di Benedetto)
5. Don't Play That Song (testo e musica di Nuggetre)
6. I' te vurria vasa (testo di Vincenzo Russo, musica di Eduardo Di Capua)

Lato B
1. Scetate (testo di Vincenzo Russo, musica di Mario Russo)
2. È sera (testo e musica di Claudio Mattone)
3. Chiove (testo di Libero Bovio, musica di Evemero Nardella)
4. Musica (testo di Sergio Iodice e Giuseppe Faiella, musica di Mimmo di Francia)
5. Me chiamme ammore (testo di Mimmo di Francia, musica di Giuseppe Faiella e Mimmo di Francia)
6. Nessuno al mondo (testo italiano di Gioia e Nino Rastrelli, testo originale di Art Crafer, musica di Jimmy Nebb)

## Formazione
- Peppino di Capri: voce, pianoforte
- Piero Braggi: chitarra, cori
- Pino Amenta: basso, cori
- Ettore Falconieri: batteria, percussioni
- Gianfranco Raffaldi: tastiera, organo Hammond, cori